# Lower Grand Lagoon
Lower Grand Lagoon és una concentració de població designada pel cens dels Estats Units a l'estat de Florida. Segons el cens del 2000 tenia 4.082 habitants.

## Demografia
Segons el cens del 2000, Lower Grand Lagoon tenia 4.082 habitants, 2.097 habitatges, i 1.052 famílies. La densitat de població era de 726,3 habitants/km².
Dels 2.097 habitatges en un 16,1% hi vivien nens de menys de 18 anys, en un 39,5% hi vivien parelles casades, en un 7,2% dones solteres, i en un 49,8% no eren unitats familiars. En el 37,3% dels habitatges hi vivien persones soles el 9,4% de les quals corresponia a persones de 65 anys o més que vivien soles. El nombre mitjà de persones vivint en cada habitatge era d'1,95 i el nombre mitjà de persones que vivien en cada família era de 2,5.
Per edats la població es repartia de la següent manera: un 13,4% tenia menys de 18 anys, un 9,4% entre 18 i 24, un 33,6% entre 25 i 44, un 25,7% de 45 a 60 i un 18% 65 anys o més.
L'edat mediana era de 42 anys. Per cada 100 dones de 18 o més anys hi havia 107,1 homes.
La renda mediana per habitatge era de 31.599 $ i la renda mediana per família de 38.650 $. Els homes tenien una renda mediana de 27.648 $ mentre que les dones 21.905 $. La renda per capita de la població era de 20.433 $. Entorn del 13,3% de les famílies i el 16,3% de la població estaven per davall del llindar de pobresa.

## Poblacions més properes
El següent diagrama mostra les poblacions més properes.